# Crvenolica biserka
Crvenolica biserka  (lat. Guttera pucherani) je vrsta ptice iz roda Guttera, porodice biserki. Živi u šumovitim krajevima, otvorenim šumama i savanama. Ukupno je duga oko 50 centimetara. Perje joj je potpuno crno, s bijelim mrljama. Na vrhu glave ima karakterističnu crnu ćubu u obliku malog kovrčavog perja, koje ju razlikuje od ostalih vrsta biserki.
Monogamna je, a mužjaci i ženke najvjerojatnije su dugo u vezi. Gnijezdo je dobro skriveno u visokoj travi ili ispod grmlja. Boja jaja varira od potpuno bijele do boje kože, a u gnijezdu se obično nalazi četiri ili pet jaja.